# Salles-de-Villefagnan
Salles-de-Villefagnan é uma comuna francesa na região administrativa da Nova Aquitânia, no departamento de Charente. Estende-se por uma área de 12,83 km². Em 2010 a comuna tinha 324 habitantes (densidade: 25,3 hab./km²).